# Лудвиг III фон Фробург
Лудвиг III фон Фробург (на немски: Ludwig III von Froburg; * пр. 1201; † ок. 1256/1259) е граф на Фробург от рода Фробург в Золотурн, Швейцария, основател на клона Фробург-Цофинген.

## Произход
Той е син на граф Херман II фон Фробург (* пр. 1169 † 1211/1213 или пр. 1213) и съпругата му Рихенца фон Кибург-Дилинген-Ленцбург († сл. 1206), дъщеря на граф Хартман III фон Кибург-Дилинген († 1180) и графиня Рихенца фон Баден-Ленцбург-Цюрихгау († 1172). Внук е на граф Фолмар II фон Фробург (* пр. 1143 † сл. 28 октомври 1175).
Брат му граф Херман III фон Фробург († 1236/1237 или ок. 25 януари 1233/февруари 1237), граф на Фробург, основател на линията Фробург-Валденбург, се жени за Хайлвиг фон Хабсбург († сл 11 октомври 1263), сестра на съпругата му Гертруда фон Хабсбург. Сестра му Рихенца фон Фробург († сл. 1267) се омъжва пр. 1223 г. за Берхтолд фон Нойенбург († 20 август 1261), граф и господар (сеньор) на Нойенбург (Ньошател).
Лудвиг III фон Фробург умира около 1256 / 1259 г. и е погребан в Цофинген, Ааргау, Швейцария.

## Брак и потомство
Лудвиг III фон Фробург се жени за Гертруда фон Хабсбург (Гертрудис, * 1223; † сл. 1241 или сл. 3 септември 1242), дъщеря на граф и ландграф Рудолф II фон Хабсбург Добрия († 1232) и Агнес фон Щауфен-Брайзгау (* 1165/1170 † пр. 1232). Тя е леля на крал Рудолф I. Те имат четирима сина и една или две дъщери:
- Херман IV фон Фробург-Хомберг († пр. 15 май 1253), граф на Фробург-Хомберг, родоначалник на клона; сл. 1223 чрез брак става наследник на графовете фон Алт-Хомберг и 20 г. по-късно приема титлата „Граф на Хомберг“,[8] женен за графиня ... фон Хомберг, наследница и дъщеря на граф Вернер III фон Хомберг († сл. 1223), от която има трима сина и вероятно една дъщеря
- Хартман фон Фробург († 23 юни 1281/6 декември 1285 или сл. 12 август 1281[3]), граф на Фробург, женен I. за Клемента († пр. 1263), бездетен II. пр. 6 септември 1280 г. за Ита фон Волхузен († сл. 10 юни 1299), дъщеря на Маркварт (III) фон Волхузен († 1282) и съпругата му Аделхайд († 1288), от която има двама сина и една дъщеря
- Рудолф фон Фробург († 28 септември 1272), свещеник в Онолдсвил, провост в Цофинген и Беромюнстер, каноник в Базел и Констанц
- Лудвиг IV фон Фробург († сл. 1257), граф на Фробург
- Гертруда фон Фробург († 1274)
- Вероятна[3] дъщеря (Герин?,[9] † сл. 1279[3]), монахиня в манастира Парадис до Шафхаузен (1279), ∞ ок. 1250/1255 за ... фон Раполтщайн († пр. 28 декември 1273), господар на Раполтщайн, от когото има пет сина и една дъщеря.[10]